# Patricio Valdés
Raúl Patricio Valdés Aldunate (13 de febrero de 1943) es un abogado y juez chileno. Fue ministro de la Corte Suprema de Chile y presidente del Tribunal Calificador de Elecciones de Chile.

## Biografía
Realizó sus estudios primarios y secundarios en el Colegio de los Sagrados Corazones de Santiago. Ingresó a la Facultad de Ciencias Jurídicas y Sociales de la Universidad de Chile licenciándose en Ciencias Jurídicas y Sociales y recibiendo el título de abogado el 26 de julio de 1970, su memoria de título se llamó «Participación de las Instituciones Privadas en los Organismos de Derecho Público».
Valdés se desempeñó como gerente de la Sociedad de Fomento Fabril (1971-1976), fiscal de la Comisión Chilena del Cobre (1988-1990) y árbitro del Centro de Arbitraje y Mediación de la Cámara de Comercio de Santiago (2005-2006).
En 2006 asumió como abogado integrante de la Corte Suprema y el 15 de septiembre de ese mismo año fue nombrado ministro de la Corte Suprema. En 2012 asumió como presidente del Tribunal Calificador de Elecciones de Chile. y fue consejero de la Corporación Administrativa del Poder Judicial (CAPJ) entre 2007 y 2013. Dejó la Corte Suprema y el Tricel el 13 de febrero de 2018, fecha en que cumplió los 75 años que la ley establece como límite para su retiro del Poder Judicial.